# Béru
Béru ist eine französische Gemeinde mit 75 Einwohnern (Stand 1. Januar 2022) im Département Yonne in der Region Bourgogne-Franche-Comté (vor 2016 Bourgogne) im Osten Frankreichs. Die Gemeinde gehört zum Arrondissement Auxerre (bis 2017 Avallon) und zum Kanton Chablis (bis 2015 Tonnerre).

## Geografie
Béru liegt etwa 22 Kilometer ostsüdöstlich von Auxerre. Umgeben wird Béru von den Nachbargemeinden Fleys im Norden und Nordwesten, Serrigny im Nordosten, Viviers im Osten, Poilly-sur-Serein im Süden und Südosten, Chemilly-sur-Serein im Süden und Südwesten sowie Chichée im Westen.
Die Gemeinde liegt im Weinbaugebiet Bourgogne.

## Bevölkerungsentwicklung
| Jahr                      | 1962 | 1968 | 1975 | 1982 | 1990 | 1999 | 2006 | 2013 |
| ------------------------- | ---- | ---- | ---- | ---- | ---- | ---- | ---- | ---- |
| Einwohner                 | 107  | 91   | 81   | 68   | 70   | 77   | 74   | 77   |
| Quelle: Cassini und INSEE |      |      |      |      |      |      |      |      |

## Sehenswürdigkeiten
- Kirche Sainte-Madeleine
- Schloss Béru aus dem 16./17. Jahrhundert